# 조향현
조향현 (曺享鉉, 1967년 7월 6일 ~ )은 대한민국의 前 공무원, 협회장, 現 공공기관의 장이다. 본관은 창녕이다. 현재 한국장애인고용공단 이사장으로 재임 중이다.

## 학력
- 1987년 삼육재활고등학교 졸업
- 1991년 목포대학교 경제학 학사
- 1994년 중앙대학교 사회개발대학원 사회복지학 석사
- 2006년 숭실대학교 사회복지학 박사(수료)

## 경력
- 1990년 ~ 1996년 한국지체장애인협회 중앙회 기획부장
- 1996년 ~ 1997년 전라남도장애인종합복지관 사회교육부장
- 1997년 ~ 2004년 보건복지부 재활지원과
- 2004년 ~ 2007년 의정부시장애인종합복지관 관장
- 2005년 ~ 2017년 한국지체장애인협회 중앙회 이사
- 2007년 ~ 2009년 문화체육관광부 장애인문화체육과장
- 2009년 ~ 2013년 대한장애인체육회 이천훈련원장
- 2013년 ~ 2017년 한국장애인고용안정협회 중앙회장
- 2013년 ~ 2021년 대한장애인체육회 비상임이사
- 2015년 ~ 2017년 한국장애인단체총연합회 중앙회 이사
- 2015년 ~ 2018년 한국장애인개발원 비상임이사
- 2019년 ~ 2021년 한국장애인문화예술원 비상임이사
- 2018년 ~ 2021년 사회복지법인 에스알씨(舊 삼육재활센터) 이사
- 2021년 ~ 2024년 한국장애인고용공단 이사장

## 상훈
- 2000년 보건복지부 신지식인 공무원 표창
- 2003년 대통령 표창
- 2003년 대만 거광상(臺灣 炬光賞)
- 2004년 자랑스러운 지체장애인 대상(국회의장 표창)